# 노상진
노상진(1974년 4월 26일 ~)은 한화 이글스의 전 야구 선수다.

## 출신 학교
- 배명고등학교
- 경희대학교

## 같이 보기
- 1997년 한화 이글스 시즌